# ادیان جدید ژاپنی

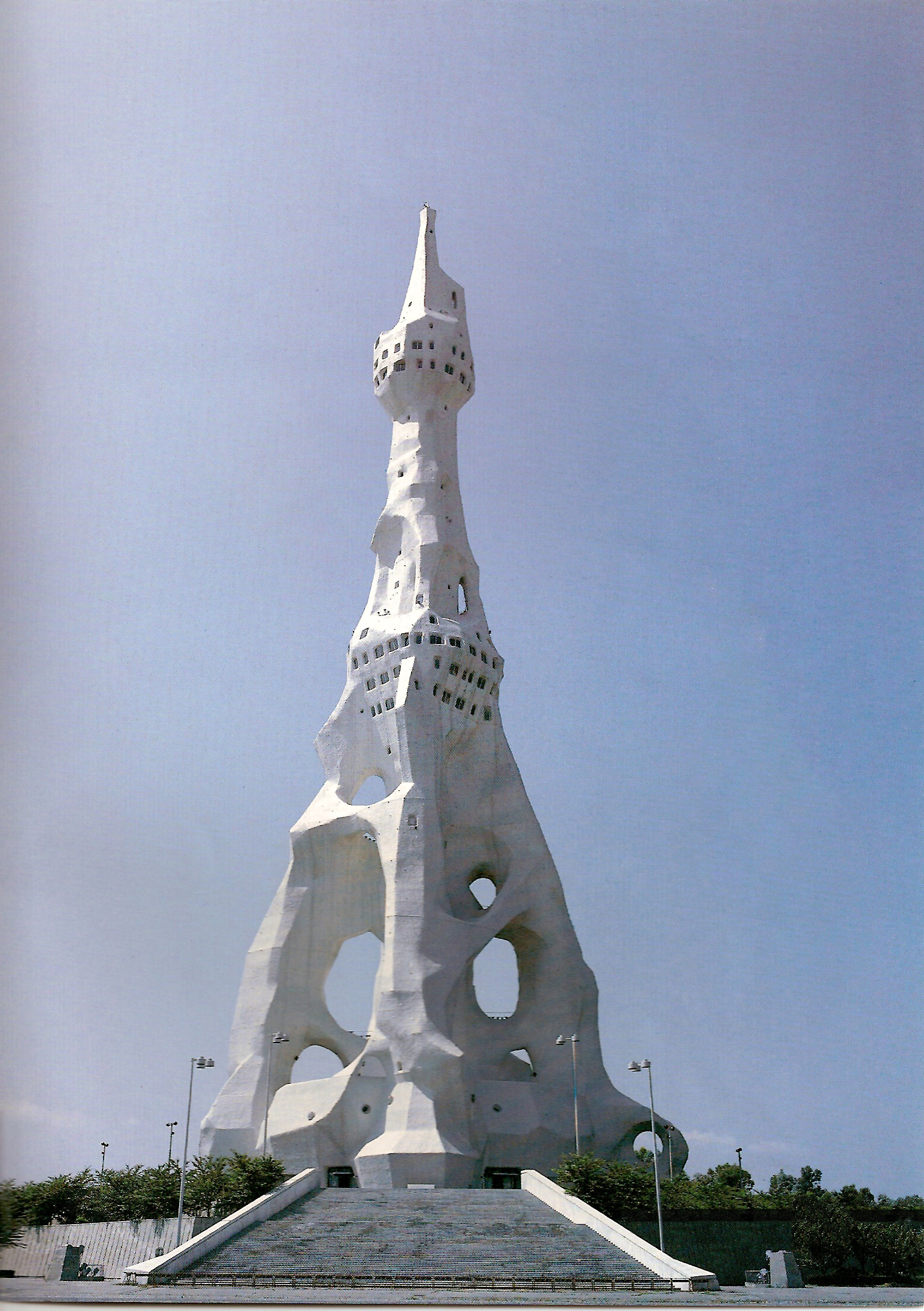
دای هیوا کینن تو، برج صلح ساخته شده توسط کلیسای آزادی کامل در سال ۱۹۷۰ میلادی

ادیان جدید ژاپنی جنبش‌های نوپدید دینی هستند که در ژاپن بنیان‌گذاری شده‌اند. در ژاپنی به آنها شین شوکیو (به ژاپنی: shinshūkyō، 新宗教) یا (به ژاپنی: shinkō shūkyō، 新興宗教) گفته می‌شود. محققان ژاپنی همه سازمان‌های مذهبی را که از اواسط قرن نوزدهم تأسیس شده‌اند به عنوان «ادیان جدید» طبقه‌بندی می‌کنند؛ بنابراین، این اصطلاح به تنوع و تعداد زیادی از سازمان‌ها اشاره دارد. بیشتر آنها در اواسط تا اواخر قرن بیستم به وجود آمدند و تحت تأثیر ادیان سنتی بسیار قدیمی تر از جمله بودیسم و شینتو قرار دارند. تأثیرات خارجی شامل مسیحیت، کتاب مقدس و نوشته‌های نوستراداموس است. 
مت

## قبل از جنگ جهانی دوم
در دهه ۱۸۶۰، ژاپن شروع به تجربه آشفتگی اجتماعی بزرگ و مدرنیزاسیون سریع کرد. با ظهور درگیری‌های اجتماعی در این دهه آخر دوره دوره ادو که به دوره باکوماتسو معروف است، برخی جنبش‌های مذهبی جدید ظاهر شدند. از جمله آنها تنریوکو، کوروزومی-کیو، و اوموتو، که گاهی به نام نیهون ساندای شینکو شوکیو (سه دین بزرگ جدید ژاپن) نامیده می‌شوند، بودند. یا «ادیان جدید قدیمی» که مستقیماً تحت تأثیر شینتو (شینتوی حکومتی) و شمن‌باوری بودند.
تنش اجتماعی در طول دوره میجی افزایش یافت و بر اعمال و نهادهای مذهبی تأثیر گذاشت. تغییر مذهب سنتی دیگر از نظر قانونی ممنوع نبود، مقامات ممنوعیت ۲۵۰ ساله مسیحیت را لغو کردند و مبلغان کلیساهای مسیحی تأسیس شده دوباره وارد ژاپن شدند. تلفیق‌گرایی سنتی بین شینتو و بودیسم پایان یافت و شینتو به دین رسمی تبدیل شد. راهبان بودایی با از دست دادن حمایت دولت ژاپن که قرن‌ها از آن برخوردار بود، با مشکلات اساسی در حفظ مؤسسات خود مواجه شدند، اما فعالیت‌های آن‌ها نیز توسط سیاست‌ها و محدودیت‌های دولتی کمتر مهار شد.
دولت ژاپن نسبت به این جنبش‌های مذهبی بسیار مشکوک بود و هر از چند گاهی برای سرکوب آنها تلاش می‌کرد. سرکوب دولت به ویژه در اوایل قرن بیستم شدید بود، به ویژه از دهه ۱۹۳۰ تا اوایل دهه ۱۹۴۰، زمانی که رشد ملی‌گرایی ژاپنی و شینتوی حکومتی ارتباط نزدیکی داشتند. تحت رژیم میجی، «اهانت به ذات اقدس ملوکانه» توهین به امپراتور و خانه امپراتوری او، و همچنین علیه برخی از زیارتگاه‌های اصلی شینتو که اعتقاد بر این بود که به شدت به امپراتور وابسته بودند، ممنوع بود. دولت کنترل خود را بر نهادهای مذهبی که تضعیف کننده شینتو دولتی یا ملی‌گرایی در نظر گرفته می‌شد، تقویت کرد و برخی از اعضا و رهبران شین شوکیو، از جمله دگوچی اونیسابورو اوموتو و Tتسون‌سابورو ماکیگوچی از سوکا کیوایکو گاکای (اکنون سوکا گاکای)، که معمولاً متهم به نقض «اهانت به ذات اقدس ملوکانه» و قوانین حفظ امنیت عمومی را دستگیر کرد.

## بعد از جنگ جهانی دوم

### پس زمینه
پس از شکست ژاپن در جنگ جهانی دوم، دولت و سیاست آن در جریان اشغال ژاپن توسط نیروهای متفقین به شدت تغییر کرد. وضعیت رسمی شینتوی حکومتی لغو شد و زیارتگاه‌های شینتو به سازمان‌های مذهبی تبدیل شدند و حمایت و حمایت مالی دولت را از دست دادند. اگرچه فرماندهی عالی نیروهای متفقین (GHQ) سانسور همه نوع سازمان‌ها را انجام می‌داد، اما سرکوب خاص شین شوکیو پایان یافت.
فرماندهی عالی نیروهای متفقین بسیاری از مبلغان مسیحی را از ایالات متحده به ژاپن دعوت کرد، از طریق فراخوان معروف داگلاس مک‌آرتور برای ۱۰۰۰ مبلغ. مبلغان نه تنها از کلیساهای سنتی، بلکه از برخی فرقه‌های مدرن مانند شاهدان یهوه وارد شدند. میسیونرهای شاهدان یهوه آنقدر موفق بودند که با بیش از ۲۱۰۰۰۰ عضو به دومین فرقه بزرگ مسیحی در ژاپن تبدیل شدند (بزرگ‌ترین آنها کلیسای کاتولیک با حدود ۵۰۰۰۰۰ عضو است). در ژاپن، شاهدان یهوه معمولاً شین شوکیو} مبتنی بر مسیحیت در نظر گرفته می‌شوند، نه تنها به این دلیل که در قرن نوزدهم تأسیس شده‌اند (مانند سایر شین شوکیوها)، بلکه به دلیل اعمال تبلیغی آنها، که شامل بازدید خانه به خانه و جلسه‌های مکرر است.
با وجود هجوم مبلغان مسیحی، اکثریت شین شوکیوها فرقه‌های بودایی یا شینتو هستند. فرقه‌های اصلی عبارتند از ریسو کوسی کای و شیننیو-ئن. اهداف اصلی شین شوکیوها شامل شفای معنوی، رفاه فردی و هماهنگی اجتماعی است. بسیاری نیز به آخرالزمان‌باوری اعتقاد دارند، یعنی به فرجام‌شناسی قریب‌الوقوع یا حداقل دگرگونی ریشه‌ای آن. بیشتر کسانی که در این دوره به شین شوکیو پیوستند، زنانی بودند که از طبقه متوسط رو به پایین بودند.
سوکا گاکای از سال ۱۹۶۴ به دلیل حزب وابسته به آنها کومیتو، بعداً کومیتو تأثیر خاصی بر سیاست دارد. در سال ۱۹۹۹، تخمین زده شد که ۱۰ تا ۲۰ درصد از جمعیت ژاپن اعضای یک شین شوکی هستند.

### نفوذ
پس از جنگ جهانی دوم، ساختار دولت به شدت تغییر کرد. قبل از جنگ جهانی دوم، دایت ملی محدود بود و قدرت واقعی در اختیار قوه مجریه بود که در آن نخست‌وزیر توسط امپراتور منصوب می‌شد. بر اساس قانون اساسی ژاپن جدید، رژیم دارای قدرت عالی برای تصمیم‌گیری در امور دولتی بود و همه اعضای آن توسط مردم انتخاب می‌شدند. به ویژه در مجلس مشاوران، که یک سوم اعضای آن از طریق رای‌گیری سراسری انتخاب شده‌اند، سازمان‌های سراسری دریافتند که می‌توانند با حمایت از نامزدهای خاص بر سیاست ملی تأثیر بگذارند. ناگزیر شین شوکیو یکی از به اصطلاح «ماشین‌های جمع‌آوری رای» در ژاپن شد، به ویژه برای احزاب محافظه کار که در سال ۱۹۵۵ در حزب لیبرال دموکرات (ژاپن) ادغام شدند.

## ملل دیگر
در دهه ۱۹۵۰، همسران ژاپنی سربازان آمریکایی سوکا گاککی را به ایالات متحده معرفی کردند که در دهه ۱۹۷۰ به سوکا گاککی بین‌المللی (SGI) تبدیل شد. SGI به‌طور پیوسته اعضای خود را به دست آورده است و در عین حال از بسیاری از جنجال‌هایی که برخی از جنبش‌های مذهبی جدید دیگر در ایالات متحده با آن مواجه می‌شوند اجتناب می‌کند.
در برزیل شین شوکیو، مانند هونمون بوتسوریو-سو، اولین بار در دهه ۱۹۲۰ در میان جمعیت مهاجر ژاپنی معرفی شد. در دهه‌های ۱۹۵۰ و ۱۹۶۰، برخی در میان جمعیت غیر ژاپنی نیز محبوب شدند. سیچو-نو-ایه اکنون بیشترین عضویت را در کشور دارد. در دهه ۱۹۶۰ زبان پرتغالی را به جای ژاپنی به عنوان زبان آموزشی و ارتباطی خود پذیرفت. همچنین برای جلوگیری از درگیری با کلیسای کاتولیک و دیگر عناصر محافظه‌کار اجتماعی در جامعه، خود را به‌عنوان فلسفه به جای دین تبلیغ کرد. تا سال ۱۹۸۸ بیش از ۲٫۴ میلیون عضو در برزیل داشت که ۸۵ درصد آنها از نژاد ژاپنی نبودند.